# Myriam Mézières
Myriam Mézières (Parigi, 19 ottobre 1951) è un'attrice, sceneggiatrice e cantante francese.
È stata spesso in tournée con il regista svizzero Alain Tanner.

## Biografia
Nata da padre egiziano e madre pianista di origine ceca, Myriam Mézières è cresciuta in un orfanotrofio. Nel 1976 il suo incontro con il regista svizzero Alain Tanner sul set del film Jonas che avrà vent'anni nel 2000 sarà decisivo per il resto della sua carriera. Lavora anche con Jean-Pierre Mocky (Un lenzuolo non ha tasche), Andrzej Żuławski (Le mie notti sono più belle dei vostri giorni), Paul Vecchiali (Change pas de main), Claude Lelouch, Yves Boisset e Claude Berri.
Durante gli anni ottanta e novanta partecipa ai seguenti film: Les Nanas, La Débandade, Le Juge Fayard dit « le Shériff », ma è con Alain Tanner che ha ottenuto i suoi ruoli più importanti: Terra di nessuno, Le journal de Lady M. e soprattutto Una fiamma nel mio cuore, scritto insieme ad Alain Tanner nel 1987, in cui è anche protagonista di uno striptease con un peluche a forma di scimmia gigante, e per la sua interpretazione nel film le viene riconosciuto il premio come miglior attrice al festival di Houston del 1988.
Recita anche in film spagnoli, come Boca a boca di Manuel Gómez Pereira.
In teatro ha lavorato con autori e registi come Bernard-Marie Koltès, Copi, Jorge Lavelli, Fernando Arrabal e Jérôme Savary, con il quale ha iniziato la sua carriera nel Magic Circus. Nel 2013 ha presentato lo spettacolo di cabaret "Amour Fou", una produzione che rappresenta le diverse relazioni tra uomini e donne.
Vive tra Barcellona, Madrid e Parigi e, oltre a essere un'attrice, è un'artista versatile e originale. Inoltre, ha composto ed eseguito diverse canzoni per i suoi film. Dotata di grande bellezza ed energia fisica, è un'attrice disinvolta ed estroversa, parla correttamente lo spagnolo e il francese e, nel suo lavoro, ha sempre apportato un valore umano e sociale. A tal proposito, in un'intervista rilasciata al quotidiano spagnolo El Pais nel 1996, affermò le seguenti dichiarazioni: Non smetterò mai di parlare della povertà, non dimenticherò mai chi è nato nell'oscurità e si trova solo... Mi batto per le persone senza accesso alla cultura, per dare loro la mia idea di dignità ed eleganza.